# Personificação
Prosopopeia ou personificação é uma figura de linguagem que consiste em atribuir a objetos inanimados ou seres irracionais, sentimentos ou ações próprias dos seres humanos.
Personificação pode ser descrito como uma figura de linguagem em que um objeto ou ser vivo é personificado, ao atribuir características humanas e qualidades para isso. Em outras palavras, sempre que as emoções, desejos, sensações, gestos físicos e de fala são apresentados no contexto de um ser inanimado, a personificação é dito ter ocorrido. Através da técnica, descrevemos coisas inanimadas com ações humanas.

## Exemplos
"O cachorro dizia a todos seus amigos animais para fazerem silêncio".
"O gato disse ao pássaro que tinha uma asa partida".
"A cadeira começou a gritar com a mesa".
"O morro dos ventos uivantes".
"O Sol amanheceu triste e escondido".
"O Sol Sorriu para a Lua".
"A bomba atômica é triste, coisa mais triste não há, quando cai, cai sem vontade" (Vinícius de Morais).
"A lua beijava a face do lago adormecido".
"O fogo dançava com o vento".
"O vento assobiava na janela, durante a noite".
"O Sol brilhava contente na manhã seguinte".
"O carro não aguentava mais, tantos anos de trabalho".
"As árvores acariciaram os pássaros".